# Calle 181 (línea de la Octava Avenida)
La Calle 181 es una estación en la línea de la Octava Avenida del Metro de Nueva York de la B del Brooklyn-Manhattan Transit Corporation. La estación se encuentra localizada en Washington Heights, Manhattan entre la Calle 181 y la Avenida Fort Washington. La estación es servida las 24 horas por los trenes del Servicio .
La estación sirve a las comunidades cercanas, al igual que la Universidad Yeshiva (aunque la estación de la Calle 181 en la línea de la Séptima Avenida-Broadway está más cerca).

## Enlaces externos

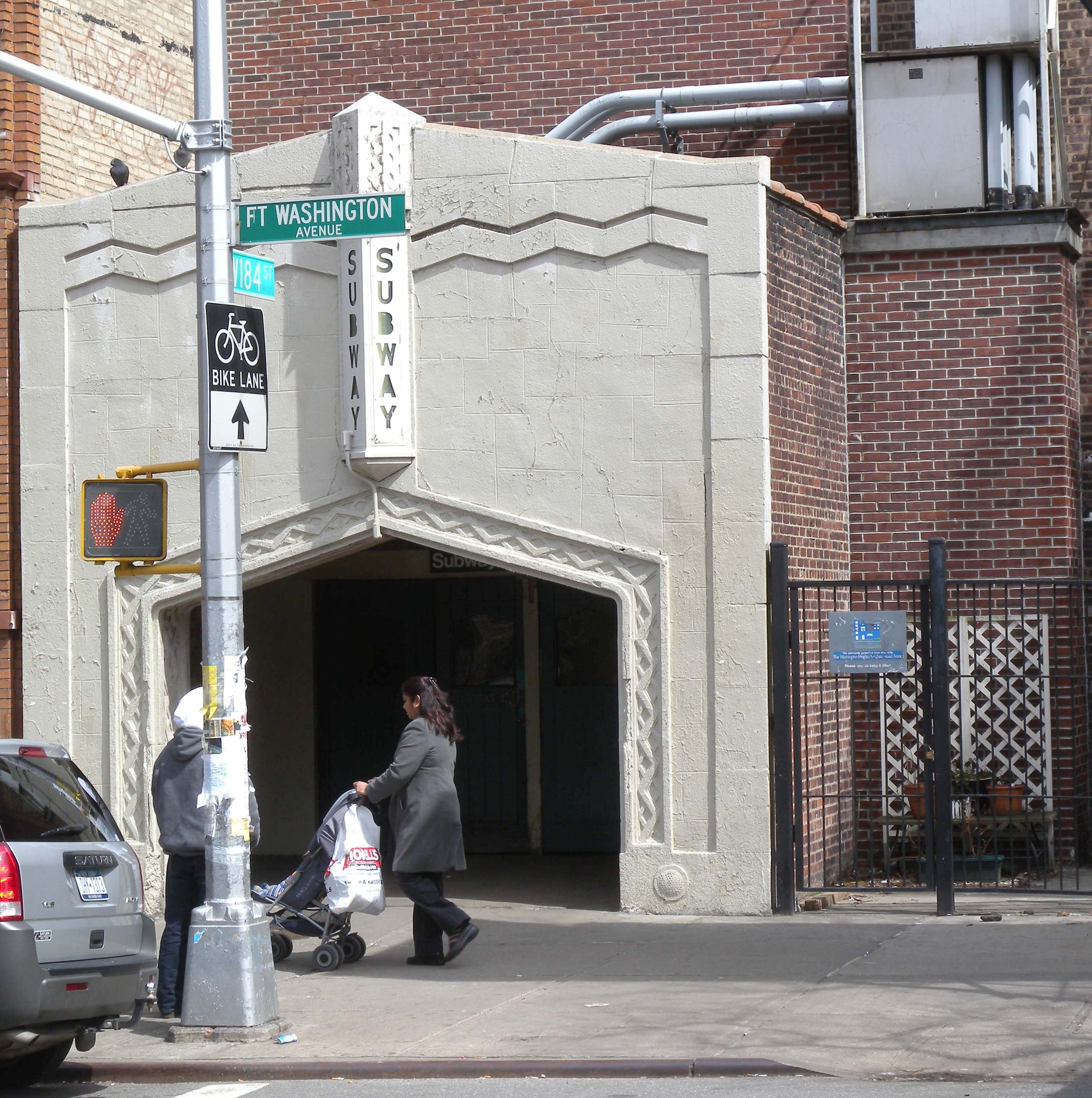
Ft Washington Avenue.